# Paso de San Antonio
Paso de San Antonio är en ort i Mexiko.   Den ligger i kommunen Rioverde och delstaten San Luis Potosí, i den centrala delen av landet, 300 km norr om huvudstaden Mexico City. Paso de San Antonio ligger 1 228 meter över havet och antalet invånare är 263.
Terrängen runt Paso de San Antonio är huvudsakligen kuperad, men den allra närmaste omgivningen är platt. Runt Paso de San Antonio är det ganska glesbefolkat, med 27 invånare per kvadratkilometer. Närmaste större samhälle är Rancho del Puente, 4,5 km söder om Paso de San Antonio. I omgivningarna runt Paso de San Antonio växer huvudsakligen savannskog.